# マツダ・GJ
- マツダ・アテンザ  > マツダ・GJ
- マツダ・MAZDA6  > マツダ・GJ

マツダ・アテンザ GJ（ATENZA GJ）およびMAZDA6 GJ（Mazda 6 GJ）は、マツダが平成24年（2012年）より製造・販売しているセダンとステーションワゴン。アテンザ/MAZDA6の3世代目に当たる。

## 概要
GJ系は、日本では「アテンザ」として、日本国外では「Mazda 6」として販売されてきたDセグメント（CDセグメント）クラス乗用車の3世代目の型式系列名である。GJ系にはセダンとステーションワゴンの2種類がラインアップされ、セダンの型式はGJ#FP型、ワゴンの型式はGJ#FW型となる。先代GH系までは日本市場においてのみ「アテンザ」の名前で販売され、それ以外の国では「Mazda6」として販売されていたが、GJ系からは中国市場において「Mazda6 アテンザ」の車名で販売されている。また、2代目まではハッチバックモデルも設定されていたが、ハッチバック購入層の大半がデザインを理由に選んでいたというマーケティングリサーチの結果から、セダンのデザイン性向上を理由にGJ系では廃止されている。
マツダには、価格帯でアテンザ/Mazda6と同等かあるいは上回るMPVやCX-9などの存在があり、以前のアテンザはマツダを代表するフラッグシップモデルとしての扱いではなかったが、今世代からはマツダを体現するフラッグシップモデルとして開発が行われている。
2012年8月2日より山口県防府市のマツダ防府第2工場において生産が開始され、同年8月29日よりロシアで開催されたモスクワ国際モーターショーにおいてセダンモデルが公開、9月26日にはフランスで行われたモンディアル・ド・ロトモビルにおいてワゴンモデルが公開された。ロシアでワールドプレミアを行ったのは、欧州債務危機により経済が伸び悩むユーロ圏とは異なり、ロシアは経済成長中の市場であること、またマツダにとってはロシアが米、中、日、豪、加に次ぐ販売規模を持つ市場であり、特にMazda 6の属するセグメントのマツダのシェアが大きいことが理由である。ロシアにおいては当初は日本からの輸入販売を行っていたが、2013年4月からはロシアの自動車メーカー、ソラーズとの合弁でウラジオストク工場での現地生産を開始した。3ボックススタイルのセダンが好まれ、マツダの販売の半数以上をアテンザが占める中国市場においても、当初は日本からの輸入という形をとっていたが、2013年から第一汽車によって現地生産が開始された。一方、先代GH系の生産を行っていた北米においては、北米のマツダとフォード・モーターの合弁会社、AAIにおける生産中止に伴い、GJ系より日本生産車の輸入販売となる。
2014年11月に開催されたロサンゼルスオートショーにおいては、フェイスリフトを行い、内装のデザインを一新した大幅改良モデルが発表された。大幅改良後のモデルは日本および北米市場においては2015年1月に発売される。
2019年8月1日発売の一部改良モデルより、日本向けにおいても「MAZDA6」のブランドネームを使用することとなった。マイナーチェンジ時に派生モデルの車名が変更される事例は過去にもあるが、フルモデルチェンジを伴わない車名の全面変更はあまり例がないという。

## メカニズム

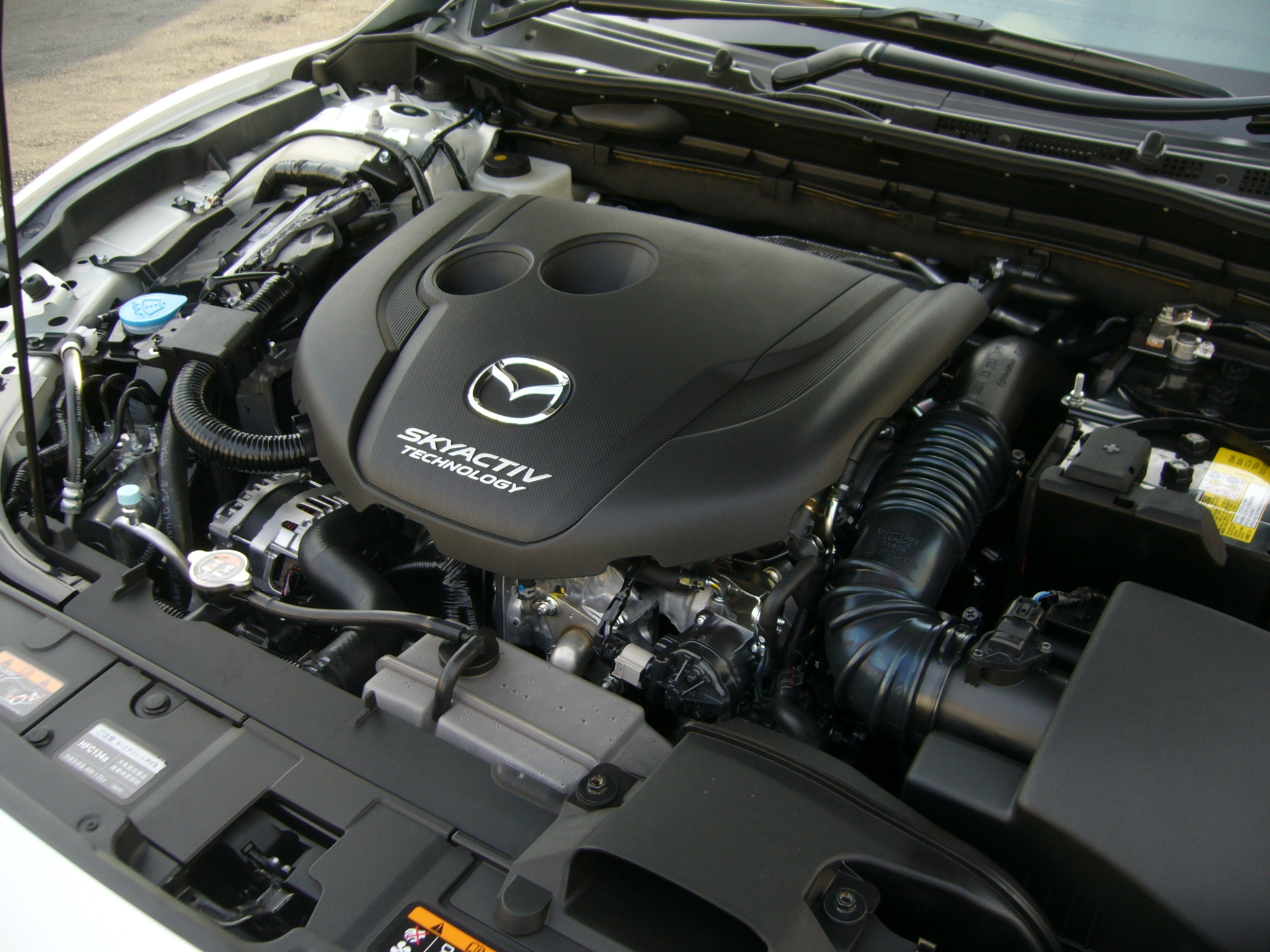
SH-VPTR型エンジン

GJ系には、マツダの新世代技術であるSKYACTIV TECHNOLOGYが投入されている。パワーユニットにはガソリンエンジンとして直噴SKYACTIV-Gエンジンの直列4気筒 2.0LのPE-VPR型と、同じく2.5LのPY-VPR型の2種類が、そしてディーゼルエンジンとして直噴SKYACTIV-Dエンジンの2.2L 直4ターボのSH-VPTR型エンジンが用意される。トランスミッションには「SKYACTIV-DRIVE」6速ATおよび「SKYACTIV-MT」6速MTが用意される。ボディ構造は軽量化・高剛性化された「SKYACTIV-BODY」、そして新開発のフロントストラット・リアマルチリンクサスペンションを採用し、高剛性化・14%軽量化を果たしたシャシ、「SKYACTIV-CHASSIS」が用いられる。
低燃費技術としては、アイドリングストップ機構の「i-stop」に加えて、アクセルオフ時の減速エネルギーをオルタネーターを利用して回生して電気二重層キャパシターに蓄え、アイドリングストップ時も含めて電装に使用する減速エネルギー回生機構「i-ELOOP」が装備された。
ワゴンはセダンに比べてホイールベースが80mm、全長が60mm短いため、ワゴンのリアオーバーハングはセダンに比べて長く、そのため走行安定性の確保が難しくなるため、後輪上部の構造を強固に作り、サスペンションを安定志向のセッティングとすることによって機敏性よりも後輪の接地性を優先させている。
2015年1月の大幅改良では、新構造のショックアブソーバーが採用され、NVH性能は荒れた路面走行時で約10%、高速走行時で約25%低減されている。また、2.2Lディーゼルエンジン搭載車に4WDモデルが新たに設定される。

## デザイン

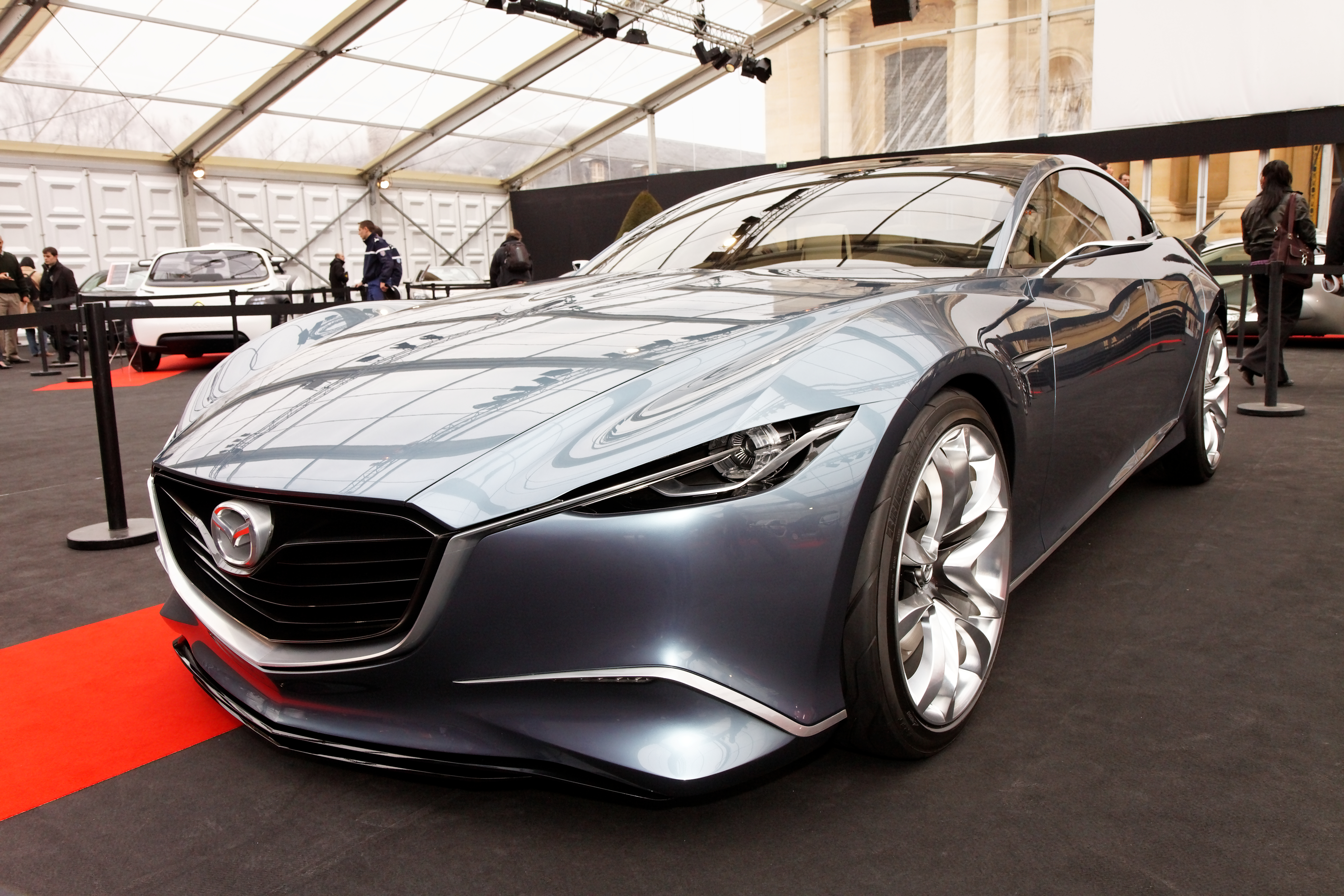
靭

マツダのデザインテーマ「魂動（こどう）―Soul of Motion」を取り入れており、「魂動」を最初に体現したコンセプトカー「靭」のデザインテーマを中級セダンに焼き直したコンセプトカー「雄」を量産化したものである。そのデザインは高く評価されており、2013ワールドカーデザインオブザイヤーのベスト3に選ばれたほか、CAR STYLING誌の2012-2013 日本カーデザイン大賞、レッド・ドット・デザイン賞も受賞している。

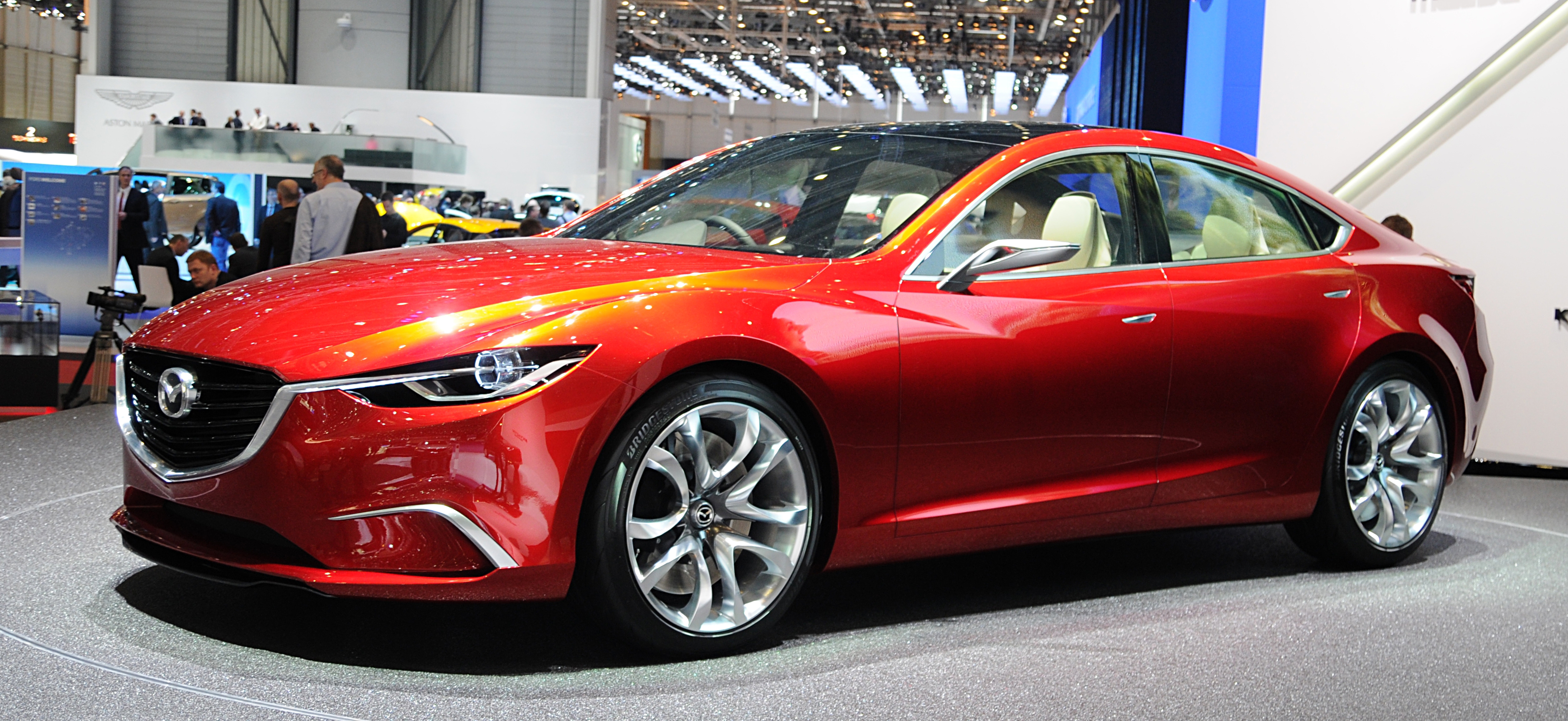
雄

Aピラーの付け根は先代GH系に対して100mm後退されており、よりロングノーズとしている。ホイールには17インチと19インチが採用されるが、19インチホイールはデザイナーからの要求により設定された。
セダンとワゴンはフロントドアより前方は共通で、それ以後のデザインが異なっている。セダンでは居住性が重視され、ワゴンでは荷室の広さが重視されるため、セダンはホイールベースを長く取り、一方でワゴンはホイールベースを短くしてタイヤおよびサスペンションの張り出しを前に寄せている。

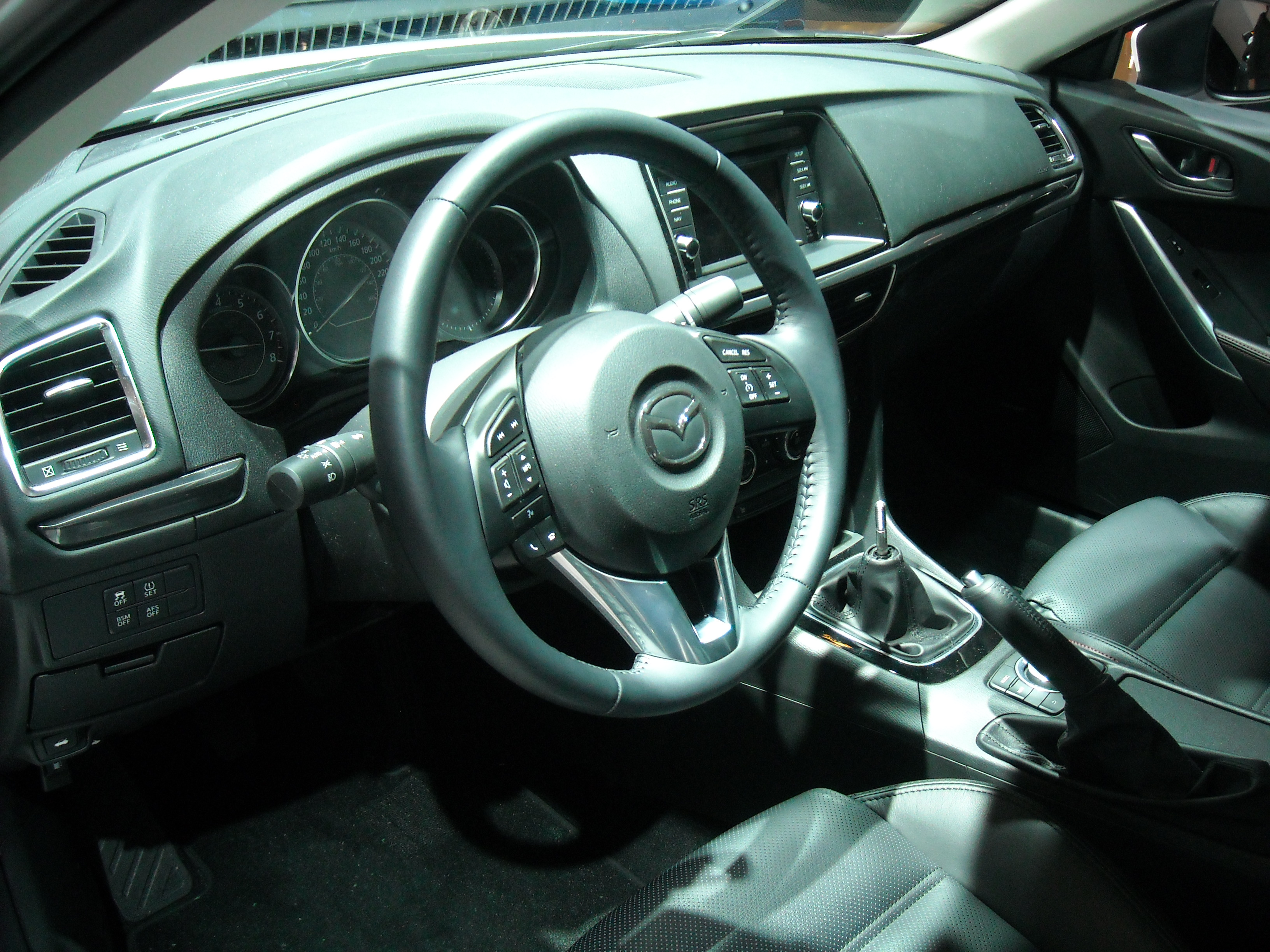
2012年販売型 室内

水平基調のインパネデザインをとっており、2012年販売型モデルの内装レイアウトやシートはCX-5とほとんど同一である。2015年1月の大幅改良では内装デザインを一新しており、BM/BY系マツダ・3/アクセラより採用されているHMIのコンセプトである「Heads-Up Cockpit」を採用したダッシュボードとしている。
2015年1月の大幅改良ではエクステリアデザインにも変更が施されており、フロントグリルやバンパーの形状が変更されるなど、フロントフェイスが変更されたほか、テールランプのデザインも変更されている。

## ラインアップ
ワゴンモデルは欧州をメインターゲット市場としており、需要のある欧州および日本・豪州仕様には設定されるが、北米・ロシアおよび中華圏仕様車には設定されていない。

### 日本仕様車
日本仕様車は、セダン、ワゴンともにディーゼル車には「XD」および「XD L Package」の2グレードが用意され、ガソリン車には2Lエンジン搭載の「20S」と2.5Lエンジン搭載の「25S L Package」が用意される。「L Package」は前席パワーシートや19インチホイールなどが装備される上位グレードである。トランスミッションはディーゼル車については「XD」「XD L Package」とも6ATと6MTから選択できるが、ガソリン車は全て6AT車のみとなる。
2015年1月の大幅改良では、「XD」系のグレードに4WDモデルが新設定されるほか、「20S」および「XD」には、防眩ハイビーム機構付きのアダプティブLEDヘッドライト（ALH）のほか、後方や側方からの接近車両を警告するブラインド・スポット・モニタリング（BSM）およびレーンキープ・アシスト・システム（LAS）を標準装備した新グレード「PROACTIVE」が設定される。

### 北米仕様車
北米仕様車には2.5Lガソリンエンジンのセダンモデルのみが設定され、下から「スポーツ」、「ツーリング」、「グランドツーリング」の3グレードが用意される。「グランドツーリング」はATのみの設定だが、それ以外のグレードではATとMTが選択できる。「ツーリング」には19インチホイール、運転席パワーシート、合成皮革シートなどが追加装備され、「グランドツーリング」にはさらにカーナビゲーションシステム、Boseサラウンドサウンドシステム、本革シート、助手席パワーシート、キーレスエントリー、LEDデイライト、ムーンルーフ、雨滴感知式ワイパーなどが装備される。

### その他
欧州向けは、グレード構成は仕向国により異なるが、セダンとワゴンの両方が設定される。日本仕様車や北米仕様車とは異なり、「i-ELOOP」は全車には標準装備されず、一部グレードにのみの装備となる。また、2.5Lエンジンモデルも設定されておらず、2Lガソリンエンジンと2.2Lディーゼルエンジンの2種類が用意され、全車にマニュアル車が設定されて、ディーゼル車にのみAT車が設定される。
豪州仕様もセダン、ワゴンともに設定されるが、2.5Lガソリンエンジンとディーゼル車の2種類がラインアップされ、AT車のみが用意される。なお、豪州仕様は車名こそ「マツダ6」であるが、最上級仕様車には「ATENZA（アテンザ）」のグレード名が冠せられる。
ロシア仕様車はセダン・ガソリン車のみのラインアップで、AT車、MT車ともに用意されるが、2.5L車はATのみとなる。
中国市場においては、2.0LのAT車のセダンのみの1グレードの販売となり、先代モデルが併売される関係で車名が国際標準名の「マツダ6」ではなく「マツダ6アテンザ」（2015年販売型は「マツダアテンザ」に改名）となる。これに対し、香港市場ではセダンAT車のガソリン2.5Lとディーゼルに各1グレードずつの計2種類、台湾市場ではセダンAT車のガソリン2.0Lに2グレード（尊貴型と頂級型）とディーゼルに1グレード（旗艦型）の計3種類が用意される。
香港仕様は、中国仕様同様にセダンのみの設定となるが、エンジンは日本仕様と同じく2.0L＆2.5Lガソリン、そして2.2Lディーゼルの3種が用意される。また、香港仕様専用設定として、2.2Lディーゼルには「MAZDA SPEED」の名が冠せられたグレードが存在する。

## 年表
- 2011年10月25日 - 同年12月から開催される東京モーターショーに、「雄（TAKERI）」を出品することを発表[23]。
- 2012年
  - 8月2日 - 防府第2工場で、欧州向けワゴンより生産開始[24][25]。
  - 8月29日 - 新型「Mazda6」セダンをロシア・モスクワで開催されるモスクワ国際モーターショーにて世界初公開[26]。
  - 9月1日 - 筑波サーキットにおいて開催された「メディア対抗ロードスター4時間耐久レース」のパドックにおいて欧州仕様（プロトタイプ）を展示（日本初公開）[27]。
  - 9月21日 - ドライバーの認知支援及び衝突回避や被害軽減を図る先進安全技術「i-ACTIVSENSE（アイ アクティブセンス）」を3代目「アテンザ」に搭載することを発表[注釈 4]。
  - 9月29日 - 新型「Mazda6」ワゴンをパリモーターショーにて世界初公開。
  - 10月6日 - 日本国内において11月20日の販売予定を発表し、予約受付を開始[29][30]。
  - 10月26日 - 東京ミッドタウンで開催される「Tokyo Midtown DESIGN TOUCH 2012」にて新型「アテンザ」セダン・ワゴンを展示。[31]
  - 11月20日 - フルモデルチェンジを発表し、同日より販売開始[32]。
  - 12月12日 - オートカラーアウォード2013でソウルレッドプレミアムメタリック外装がオートカラーデザイナーズセレクションエクステリア部門を、オフホワイトインテリアが同インテリア部門を受賞[33]。
- 2013年
  - 3月27日 - 2代目と3代目の一部車種のリコールを発表した[34][35]。
  - 11月1日 - 一部改良[36]。低速走行時の衝突被害をブレーキの自動制御で軽減する「SCBS（スマートシティブレーキサポート）」を「20S」・「XD」にも標準装備し、全車標準装備化。また、「25S Lパッケージ」は燃費を向上したことで、「平成27年度燃費基準+10%」を達成。さらに、「XD」系では電動スライドガラスサンルーフのオプション設定を追加し、「XD Lパッケージ」に6MT車を追加。Lパッケージ系には「Boseサウンドシステム（11スピーカー）」を標準装備した。ボディカラーは「ストーミーブルーマイカ」に替わり、「ディープクリスタルブルーマイカ（2013年12月生産開始）」を追加した。尚、「XD Lパッケージ」の6MTについては「XD」とは異なり、6ATと装備を同等としたため、価格は6ATと同一となる。
  - 11月13日 - 「2014年次RJCカーオブザイヤー」を受賞[37]。
  - 11月23日 - 「2013-2014日本カー・オブ・ザ・イヤー」において、秀でたデザインやドライブフィールなどを持つクルマに与えられる「エモーショナル部門賞」を受賞[38]。
- 2014年
  - 4月11日 - 中国工場での製造開始[39]。
  - 11月20日 - CX-5と共に大幅改良を発表（2015年1月7日発売）[40]。同時に、ロサンゼルスオートショーで米国仕様のMazda 6の大幅改良モデルもCX-5と共に世界初公開した[41]。
    - 先進安全技術「i-ACTIVSENSE」を進化し、日本の自動車メーカーで初めてとなるLEDアレイ方式グレアフリー（防眩）ハイビームを備えたヘッドライトシステム「アダプティブ・LED・ヘッドライト（ALH）」をはじめ、既存の「リア・ビークル・モニタリングシステム（RVM）」の検知範囲を広げ、側方から接近する車両も検知する「ブラインド・スポット・モニタリング（BSM）」を採用し、「リア・クロス・トラフィック・アラート（RCTA）」機能も採用。また、マツダ車では初採用となる「レーンキープ・アシスト・システム（LAS）」や「ドライバー・アテンション・アラート（DAA）」、「スマート・シティ・ブレーキ・サポート（後退時）（SCBS R）」および「AT誤発進抑制制御（後退時）」を新たに採用し、既採用の「スマート・ブレーキ・サポート（SBS）」は対応する相対速度差を拡大した。また、新たに採用されたALH・BSM・LASの3点を標準装備した新グレード「20S PROACTIVE」と「XD PROACTIVE」を新設した。
    - 前後ダンパーやフロントロアアームの最適化を行い、荒れた路面走行時や高速走行時における車内に伝わる騒音を低減。シートに高振動吸収ウレタンを採用したほか、ガソリン車には走行モードを切り替えることで意のままの走りをサポートする「ドライブセレクション」を新採用したほか、ディーゼル車には、PTO・リアデフオイルに低粘度化学合成オイルを採用した4WD車が新設された。4WD車はリアに装着されている車名エンブレム右下にAWDオーナメントが追加で装着される。また、マツダ自社生産の国内向け乗用車4WD仕様にMTが設定されるのは2005年8月のマツダスピード・アテンザ以来9年3ヶ月振りになる。
    - デザインも刷新し、フィンデザインは水平基調を強め、シグネチャーウィングをより立体的な造形に変更。リアコンビネーションランプにはLED発光シグネチャーを採用した。「25S L Package」と「XD L Package」はシグネチャーウィングにLEDイルミネーションを追加し、19インチアルミホイールは2012年10月登場型よりもダークな色調となり、高輝度塗装を施した。ボディカラーは銀系を「アルミニウムメタリック」から新色の「ソニックシルバーメタリック」に差し替え、アクセラ採用色である「チタニウムフラッシュマイカ」を追加して8色展開となった。本革内装はカラーコーディネーションを変更し、白系はピュアホワイトに変更。パーキングブレーキは全車ともレバー式から電動パーキングブレーキに変更した事とATのシフトセレクターをゲート式からストレート式に変更（同時にシフトブーツを装備）したことでセンターコンソールのデザインを変更し、「アクティブ・ドライビング・ディスプレイ」、カーコネクティビティシステム「MAZDA CONNECT」、コマンダーコントロールも全車標準装備された。その際、「MAZDA CONNECT」の一つである7インチセンターディスプレイを設置する関係でダッシュボードの高さを抑えた。なお、本車及びCX-5のオプションナビソフトウェアは、アクセラ及びデミオで使用されていたハンガリーNNG製の物から、トヨタマップマスターの地図データを使用した日本のミックウェア製に変更された[42]。また、「25S L Package」と「XD L Package」にはマツダ車で初めて後席シートヒーターを標準装備し、更に、セダンはスイッチ操作で自動展開・格納する電動リアサンシェードも標準装備した。
    - なお、ディーゼル車の「XD」系は、装着済みの「SKYACTIV TECHNOLOGY」エンブレムを、4代目デミオで採用された、右側に赤字で"D"を追加した「SKYACTIV-D」搭載車専用エンブレムに変更した。

  - 12月19日 - 初代モデルからの世界累計生産台数が2014年11月末までに300万台を達成したことを発表[43]。
- 2016年
  - 8月25日 - 商品改良[44]。
    - ボディカラーは「メテオグレーマイカ」に替わり、新色の「マシーングレープレミアムメタリック（オプションカラー）」を追加した。また、「L Package」系は内装を変更し、天井とピラーをブラックとし、インテリアカラーをブラックとホワイトの2色を設定。シート素材にはナッパレザーを採用したほか、インパネデコレーションパネル、ドアトリムスイッチ、シフトパネルを専用カラーでコーディネートし、パワーシートスイッチ、グローブボックスのノブに専用加飾を施し、ステアリングホイールは中央メッキリングと6時ベゼル本革巻に専用アクセントを施した。
    - 同年7月のアクセラの大幅改良時に採用された制御技術「G-Vectoring Control（G-ベクタリング コントロール）」を全車に採用したほか、ディーゼル車「XD」系には「DE過給機密制御」を採用し、「ナチュラル・サウンド・スムーザー」と「ナチュラル・サウンド・周波数コントロール」を標準装備した。さらに、隙間からの騒音の侵入を抑制するとともに、フロントドアガラスの板厚アップとトップシーリングの吸音材の面積拡大により遮音や吸音性能を向上し、「L Package」系にはフロントドアガラスに遮音ガラスを採用した。
    - 「アクティブ・ドライビング・ディスプレイ」は上側を走行環境情報、下側は車両情報に棲み分けて表示内容の整理を行うとともに、フルカラー・高輝度・高精細・高コントラスト化。メーターはマルチインフォメーションディスプレイにフルカラーTFT液晶を採用し、視認性を向上した新型となった。併せて、ステアリングホイールも新型となり、「アクティブ・ドライビング・ディスプレイ」連動式の運転席シートメモリーを採用し、「L Package」系にはステアリングヒーターを設定。また、ドアの施錠・解除に連動して自動でミラーを格納・展開するオート電動格納機能を新設定した。
    - 「i-ACTIVSENSE」も改良を行い、検知デバイスを従来の近赤外線レーザーセンサーをフォワード・センシング・カメラに変更したことで、検知対象を歩行者にも拡大し、車両検知の作動速度域も拡大した「アドバンスト・スマート・シティ・ブレーキ・サポート（アドバンストSCBS）」を採用するとともに、アドバンストSCBSの検知デバイスであるフォワード・センシング・カメラが走行中の道路標識を読み取って「アクティブ・ドライビング・ディスプレイ」へ表示するほか、制限速度の超過をディスプレイ内のグラフィック点灯やブザー警告によってドライバーに通知する「交通標識認識システム（TSR）」も採用した。
- 2017年
  - 8月3日 - 商品改良[45]。デミオ、CX-3に続いて「i-ACTIVSENCE」技術の標準装備化を行い、既に全車に標準装備されているアドバンストSCBSとAT誤発進抑制制御[前進時]（AT車のみ）に加え、ハイ・ビーム・コントロールシステム（HBC）を「20S」と「XD」に、車線逸脱警報システム（LDWS）を全車にそれぞれ標準装備したほか、従来はグレード別設定だったBSMとRCTAを全車に拡大して標準装備した。
- 2018年
  - 5月24日 - 大幅改良を発表（6月21日発売）[46]。
    - 外観はフロントグリルのデザインが変更されるとともに、ヘッドランプは薄型ワイド造形と線表現発光に変更。セダンはリアエンドパネルとガーニッシュを水平基調の造形に変更され、アルミホイールのデザインも変更された。ボディカラーは「ソウルレッドプレミアムメタリック」に替わり、「ソウルレッドクリスタルメタリック」が設定された。アダプティブ・LED・ヘッドライトのLEDブロックが20ブロックに細分化され、より緻密な配光が可能となった。それに伴い、フォグランプの設定が廃止された。
    - 内装はインストルメントパネル・ドアトリム・シートのデザインが刷新され、「L Package」系グレードはナッパレザーシートや栓の木を用いた本杢パネル、量産車では世界初となる東レの「Ultrasuede nu（ウルトラスエード ヌー）」が採用された。
    - 走行性能では、「SKYACTIV-G 2.5」は気筒休止技術が追加され、「SKYACTIV-D 2.2」は急速多段燃焼技術などの採用により最高出力が11kW（15PS）、最大トルクが30N・m（3.1kgf・m）それぞれ向上された。併せて、車両構造技術「SKYACTIV-VEHICLE ARCHITECTURE（スカイアクティブ-ビークルアーキテクチャー）」の一部採用により、サスペンションシステムの構造が一新され、カウルクロスメンバーの板厚アップなどのボディ剛性強化が行われた。
    - 「i-ACTIVSENSE」は、既存のアドバンストSCBSに夜間歩行者検知機能が追加され、ALHはLEDブロックを20分割に細分化。「マツダ・レーダー・クルーズ・コントロール」は全車速対応追従機能が追加されたほか、「360°ビュー・モニター」を「PROACTIVE」系グレードと「L Package」系グレードにメーカーオプション設定された。併せて、「L Package」系グレードはディスプレイを7インチTFT液晶に変更され、「アクティブ・ドライビング・ディスプレイ」は表示方式をフロントウィンドー照射タイプに変更された。
    - 装備面では、リアセンターアームレストに小物入れスペースと充電用USB端子が追加され、前後席のドアにカーテシランプを追加。停車時にブレーキペダルを足から離しても停車状態を維持するオートホールド機能が装備された。また、「L Package」系グレードにはマツダ車では初となるシートベンチレーション機能が装備され、4WD車にはワイパーデアイサーが設定された。
    - なお、今回の大幅改良でWLTCモードでの燃料消費率に対応し、ガソリン車は「平成30年排出ガス基準75%低減レベル」認定を取得した。
- 2019年
  - 6月14日 - 日本向け「アテンザ」が生産終了。在庫分限りの販売となる。
  - 7月4日 - 一部改良を発表し、予約受注を開始（8月1日発売）[47]。この改良に合わせ、日本向けの車名を「アテンザ」から「MAZDA6」に改称。
    - 制御技術「G-Vectoring Control（G-ベクタリング コントロール）」の改良版「GVCプラス」が全車に標準装備とするとともに、新たにパワートレーンに2.5リットルの直列4気筒DOHCガソリンターボエンジン「SKYACTIV-G2.5T」を搭載した「25T S Package」を設定。4.0リットルV8自然吸気エンジン並のトルクを生み出し、加速性能を重視してファイナルギアを低速化すると共にフロントブレーキを大径化させている。
    - 装備面では、「25S L Package」「XD L Package」「25T S Package」に赤外線をカットするIRカットガラスを標準設定。また、マツダコネクトはAppleの「CarPlay」、Googleの「Android Auto」に対応する機能を追加した。